# Leschenaultia ciliata
Leschenaultia ciliata là một loài ruồi trong họ Tachinidae.